# Stygodiaptomus kieferi
Stygodiaptomus kieferi é uma espécie de crustáceo da família Diaptomidae.
É endémica de Bósnia e Herzegovina.